# Leopold Zunz

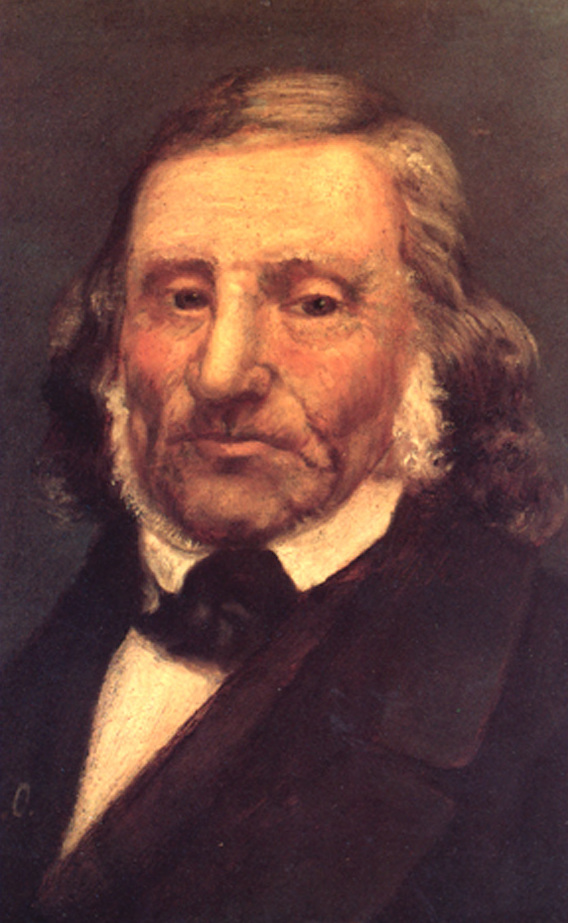
Leopold Zunz, Porträt zugeschrieben Moritz Daniel Oppenheim, vermutlich falsch

Leopold Zunz (ursprünglich Jom Tov Lippmann Zunz; geboren am 10. August 1794 in Detmold; gestorben am 17. März 1886 in Berlin) war ein deutscher jüdischer Wissenschaftler und Vorkämpfer der Emanzipation der Juden in Deutschland. Er gilt als eigentlicher Begründer der „Wissenschaft des Judentums“, d. h. der Erforschung der jüdischen Geschichte, Kultur und Religion mit den wissenschaftlichen Methoden des 19. Jahrhunderts.

## Leben
Leopold Zunz besuchte zwischen 1803 und 1809 die Wolfenbütteler Samson-Schule und wurde anschließend als erster Jude am dortigen Gymnasium aufgenommen. Seine gymnasiale Ausbildung schloss er 1811 dort ab. 1815 zog er nach Berlin und studierte Philosophie, Philologie und Geschichte an der Berliner Universität, wo er 1816 unter anderen mit seinem Schulfreund Isaak Markus Jost den jüdischen Wissenschaftszirkel gründete. Zunz promovierte 1821 an der Universität Halle zum Doktor der Philosophie. Zunz hielt 1820 eine Predigt des neugegründeten Tempels Beth Jacob auf der Leipziger Messe. Nach seiner Ordinierung durch einen der ersten Vertreter der jüdischen Reformbewegung, Aaron Chorin, amtierte er von 1820 bis 1822 als Prediger im „Beer-Tempel“, einer Reformsynagoge in Berlin, stieß jedoch dort auf großes Unverständnis und kündigte deshalb diese Stelle. Sein Geld verdiente er fortan als Redaktionsmitglied der Tageszeitung Haude- und Spenersche Zeitung (1824–1831) und als Direktor einer jüdischen Grundschule (1826–1830). Auch diesen Posten in der Jüdischen Gemeindeschule gab er jedoch auf, da er ihm notwendig erscheinende Reformen nicht durchsetzen konnte.
In Berlin trat er jedoch noch im Mai 1835 als Prediger auf. Im September 1835 fand Leopold Zunz eine Anstellung als Prediger bei der böhmisch-deutschen Synagogengemeinde in Prag,  wo er jedoch nicht heimisch wurde und nach einem Jahr wieder kündigte. Der soeben in Jena promovierte Michael Sachs trat am 1. September 1836 seine Nachfolge an.
Im Jahre 1840 begründete Zunz in Berlin mit dem Rabbiner Meyer Landsberg das Seminar für Jüdische Lehrer und wurde zum Direktor ernannt. 1850 trat er von der Leitung des Seminars zurück und erhielt eine Pension.

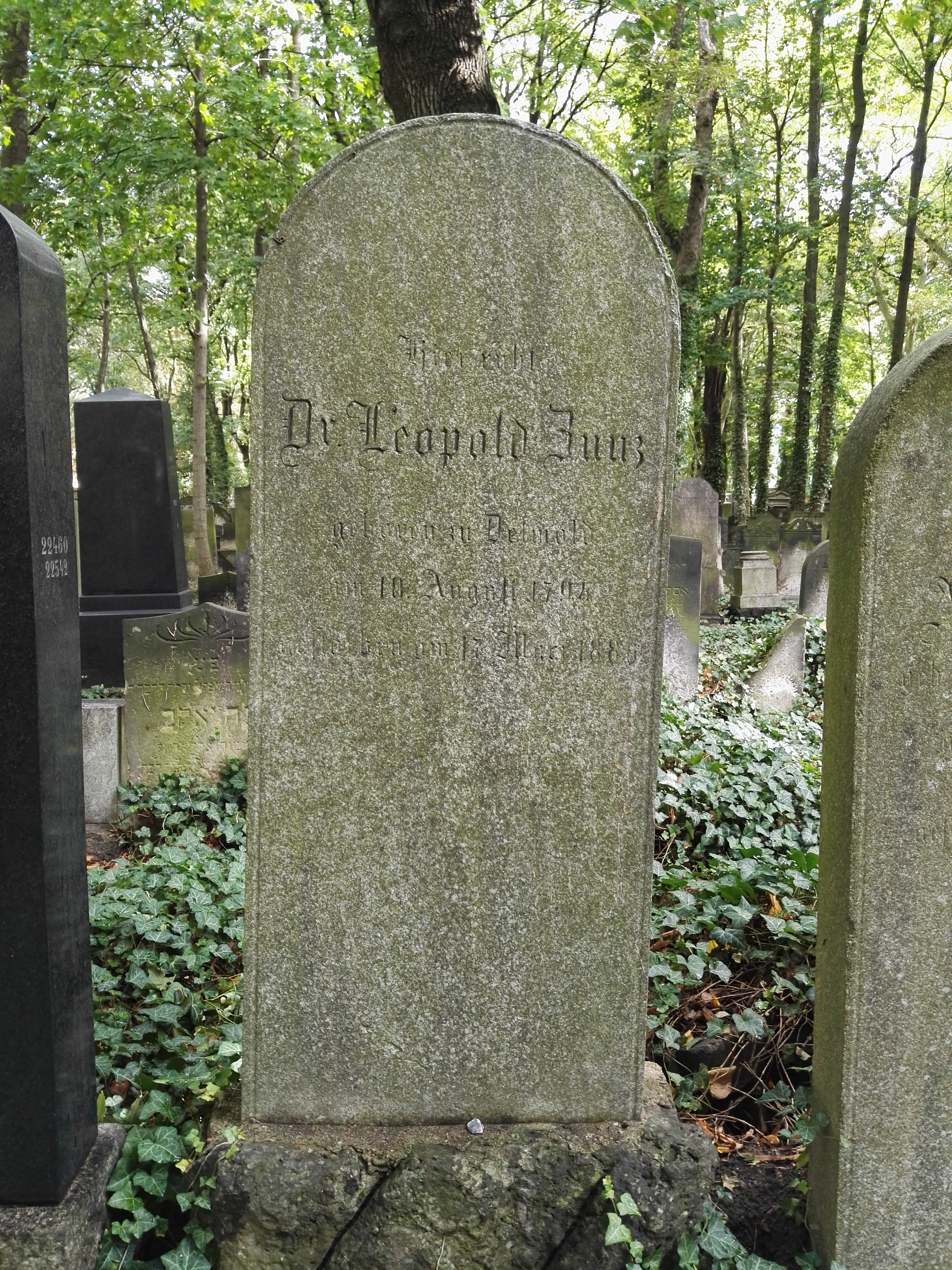
Grabstätte

Zunz war auch politisch tätig. Seit seiner Jugend dem demokratischen Liberalismus verpflichtet, schloss er sich während der Revolution von 1848 der demokratischen Bewegung an und wurde mehrmals zum Wahlmann für die Parlamentswahlen gewählt. Regelmäßige Debatten über die Situation der Juden in der Ära der Reaktion führte er beispielsweise mit Karl August Varnhagen von Ense.
Nach dem Tod seiner Gattin Adelheid Beermann, die er 1822 geheiratet hatte, zog er sich 1874 aus der Öffentlichkeit zurück. 1886 starb Leopold Zunz im Alter von 91 Jahren und wurde auf dem Jüdischen Friedhof Schönhauser Allee in Berlin-Prenzlauer Berg beigesetzt.

## Wissenschaft des Judentums
Gemeinsam mit anderen Persönlichkeiten, darunter Eduard Gans, gründete Zunz 1819 in Berlin den Verein für Cultur und Wissenschaft der Juden, dem auch Heinrich Heine 1822 beitrat. Bereits ein Jahr zuvor war seine Schrift Etwas über die rabbinische Literatur erschienen, die ihn nach allgemeiner Auffassung zum Begründer der „Wissenschaft des Judentums“ machte. Zusammen mit Gans und Moses Moser wurde Zunz 1820 Mitglied der Gesellschaft der Freunde. 1823 wurde er Redakteur der Zeitschrift für die Wissenschaft des Judenthums und zugleich einer ihrer wichtigsten Autoren. Eine größere Leserschaft konnte die Zeitschrift nicht gewinnen, und so wurde sie nach drei Ausgaben eingestellt. Die Auswirkungen des Vereins waren weniger religiöser als vielmehr wissenschaftlicher Natur. Zunz beteiligte sich kaum am Reformjudentum, verlor jedoch niemals den Glauben an die belebende Kraft der Wissenschaft in ihrer kritischen Anwendung auf jahrhundertealte Traditionen und literarische Überlieferungen. Zunz hatte den Wunsch, „das kulturelle Vermächtnis der jüdischen Literatur in den Umkreis des kulturellen Erbes Europas einzubringen“.
Im Jahre 1832 veröffentlichte er Gottesdienstliche Vorträge der Juden, das eine Darstellung der Entwicklung der Bibelauslegung von ihren Anfängen in den Targumim bis in Zunzens Zeit gibt, dabei eine Einführung in über hundert Midraschim umfasst und als wichtigstes jüdisches Werk des 19. Jahrhunderts angesehen wird. Im Vorwort, das von der Regierung zensiert wurde, forderte Zunz das Recht der Juden auf deutsche Staatsbürgerschaft sowie die institutionelle Förderung der Wissenschaft des Judentums.

## Mitgliedschaften
Leopold Zunz war Mitglied der Deutschen Morgenländischen Gesellschaft.

## Werke (Auswahl)

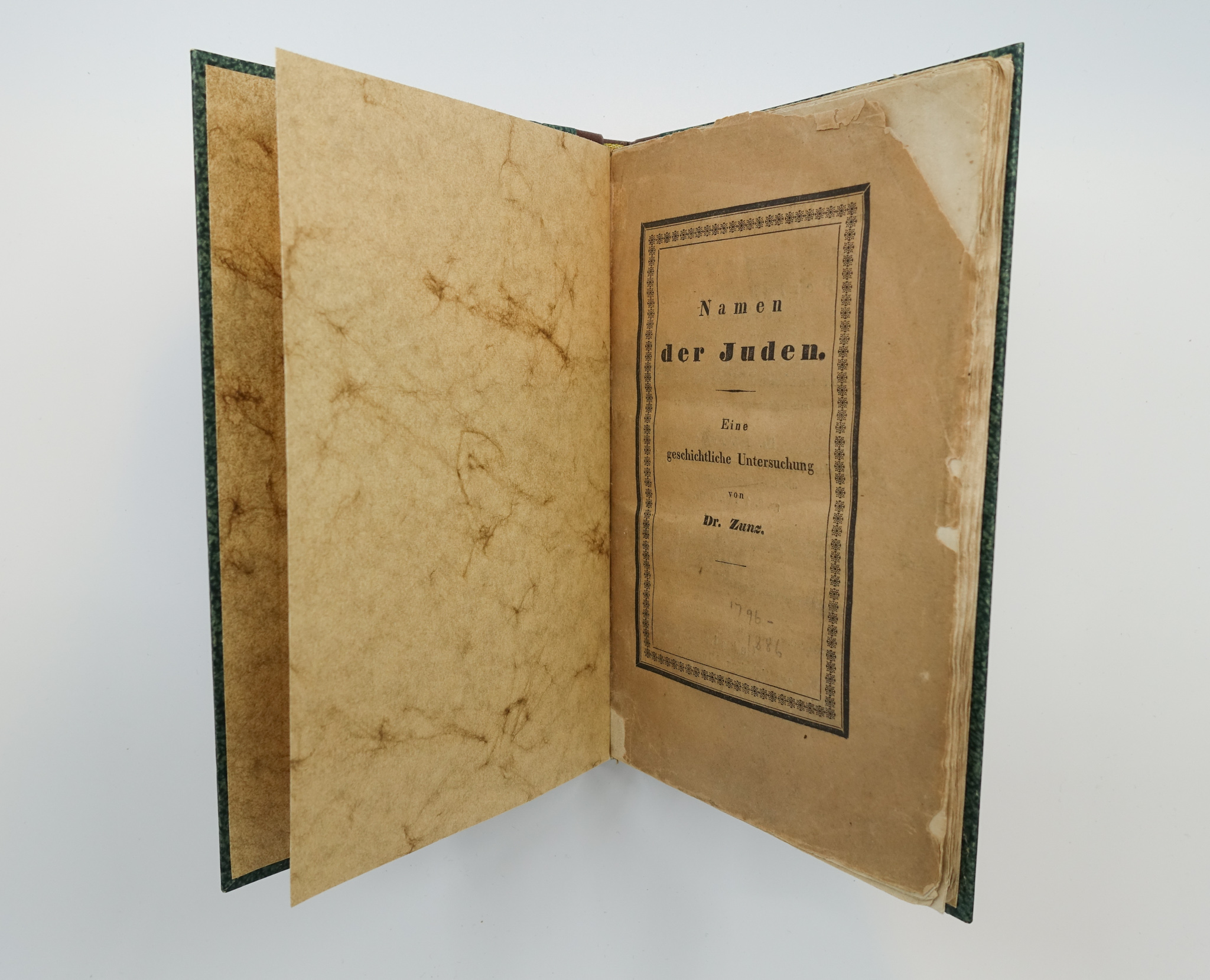
Erstausgabe von Namen der Juden, 1837. In der Sammlung des Jüdischen Museums der Schweiz.

Zunz berühmter Essay Etwas über die rabbinische Litteratur, der im Jahre 1818 veröffentlicht wurde, wurde die intellektuelle Agenda der Wissenschaft des Judentums und das Hauptthema seiner eigenen zukünftigen Arbeit. Schon in diesem frühen Stadium seiner akademischen Laufbahn entwickelte Zunz sein Konzept der Wissenschaft des Judentums, das als Medium zur Präsentation und der Erhaltung der jüdischen literarischen Werke dienen sollte. Zunz glaubte, dass nur ein akademischer und interdisziplinärwissenschaftlicher Ansatz einen umfassenden Rahmen für die angemessenen Studien der jüdischen Themen, Texte und des Judentums erlauben würde. Im Jahr 1832 erschien „das wichtigste jüdische Buch, das im 19. Jahrhundert veröffentlicht wurde“, eine Geschichte der Predigt unter dem Titel Die gottesdienstlichen Vorträge der Juden. Es bereitet die Grundsätze für die Untersuchung der rabbinischen Exegese (Midrasch) und des Siddur (Gebetbuch der Synagoge) vor. Dieses Buch hob Zunz in die höchste Position unter den jüdischen Gelehrten seiner Zeit. Im Jahr 1845 erschien Zur Geschichte und Literatur, in der er die literarische und die Sozialgeschichte der Juden behandelte. Er besuchte das Britische Museum im Jahre 1846, und dies bestätigte ihn in seinem Plan für sein drittes Buch, Synagogale Poesie des Mittelalters (1855). Nach der Veröffentlichung besuchte Zunz England erneut, und im Jahre 1859 veröffentlichte er sein Buch Ritus, eine meisterhafte Erhebung von synagogalen Riten. Sein letztes großes Buch war seine synagogale Literaturgeschichte der Poesie (1865). Eine Ergänzung erschien im Jahre 1867. Neben diesen Werken veröffentlichte Zunz eine neue Übersetzung der Bibel und schrieb viele Aufsätze, die als Gesammelte Schriften veröffentlicht wurden.
- Etwas über die rabbinische Litteratur. Berlin: Maurersche Buchhandlung, 1818. Digitalisat der SLUB Dresden via EOD
- Die gottesdienstlichen Vorträge der Juden historisch entwickelt. Ein Beitrag zur Alterthumskunde und biblischen Kritik, zur Literatur- und Religionsgeschichte. Berlin: Asher, 1832. Digitalisat der Freimann-Sammlung Frankfurt. Geschichte der Predigt, mit Prinzipien zur historischen Erforschung von Midrasch und Siddur.[9]
- Die vier und zwanzig Bücher der Heiligen Schrift: Nach dem masoretischen Texte / unter der Redaction von Leopold Zunz; übersetzt von H. Arnheim, Julius Fürst, M. Sachs. Berlin: Veit, 1837/1839.
- Zunz: Namen der Juden. Eine geschichtliche Untersuchung. Leipzig, L. Fort, 1837
- Zur Geschichte und Literatur. Veit, Berlin 1845, urn:nbn:de:hebis:30:1-119241 (Digitalisat der Freimann-Sammlung Frankfurt).
- Predigten gehalten in der neuen Israelitischen Synagoge zu Berlin. Berlin: Schlesinger 1846.
- Die synagogale Poesie des Mittelalters. Berlin 1855, urn:nbn:de:hebis:30:1-124445 (Digitalisat der Freimann-Sammlung Frankfurt).
- Samuel Meyer Ehrenberg, Inspektor der Samsonschen Freischule zu Wolfenbüttel. Braunschweig: Gebrüder Meyer, 1854.
- Wünsche für ein Wörterbuch der hebräischen Sprache. In: Zeitschrift der Deutschen Morgenländischen Gesellschaft, Band 10. 1856. S. 501–512 (Digitalisat).
- Die Ritus des synagogalen Gottesdienstes geschichtlich entwickelt. Eine Beschreibung synagogaler Riten. In: Die synagogale Poesie des Mittelalters. Band 2. Springer, Berlin 1859, urn:nbn:de:hebis:30:1-124457.
- Deutsche Briefe. Leipzig, F.A. Brockhaus, 1872.
- Die Monatstage des Kalenderjahres; ein Andenken an Hingeschiedene. Berlin; M. Poppelauer, 1872.
- Literaturgeschichte der synagogalen Poesie. Gerschel, Berlin 1865, urn:nbn:de:hebis:30:1-125104 (Digitalisat der Freimann-Sammlung Frankfurt; mit einem Ergänzungsband 1867).
- Gesammelte Schriften. Band 1. Gerschel, Berlin 1875, urn:nbn:de:hebis:30:1-105708 (354 S., Digitalisat der Freimann-Sammlung Frankfurt).
- Gesammelte Schriften. Band 2. Gerschel, Berlin 1876, urn:nbn:de:hebis:30:1-105717 (304 S., Digitalisat der Freimann-Sammlung Frankfurt).
- Gesammelte Schriften. Band 3. Gerschel, Berlin 1876, urn:nbn:de:hebis:30:1-105720 (301 S., Digitalisat der Freimann-Sammlung Frankfurt).
- Zeitschrift für die Wissenschaft des Judentums Jg. 1, Heft 1–3, 1822 (mehr nicht ersch.).  Als Herausgeber mit Eduard Gans. Digitalisat Compact Memory Frankfurt (Darüber: J. Raphael: Die Zeitschrift des Dr. L. Z., in: Zeitschrift für die Geschichte der Juden, Heft 1/1970, Tel Aviv: Olamenu, S. 31–36 (zahlreiche Anm.))

## Die Rabbinerbibel
Zunz leitete eine Gruppe jüdischer Wissenschaftler, die von 1837 bis 1839 an eine Übersetzung der Heiligen Schrift unter dem Titel Die vier und zwanzig Bücher der Heiligen Schrift. Nach dem masoretischen Texte herausgaben. Sie wurde später die „Rabbinerbibel“ genannt.
Übersetzer waren
- Heymann Arnheim in Glogau
- Michael Sachs in Prag
- Julius Fürst in Leipzig und
- Leopold Zunz in Berlin selbst.

Die 15. Auflage erschien 1904 in Frankfurt am Main im Verlag J. Kauffmann.
Das Gemeinschaftswerk wurde in neuer Typographie wieder aufgelegt als
- Die vierundzwanzig Bücher der Heiligen Schrift Übersetzt von Leopold Zunz. Basel: Victor Goldschmidt o. J. ((C) 1995). ISBN 3-85705-002-0

Eine hebräisch-deutsche Ausgabe ist unter dem Titel
- Die vierundzwanzig Bücher der Heiligen Schrift. Nach dem masoretischen Text Übersetzt von Leopold Zunz, Sinai Verlag Tel-Aviv in Zusammenarbeit mit dem Doronia Verlag Stuttgart 1997, ISBN 3-929895-11-0.